# Быков, Николай Данилович
Николай Данилович Быков (19 февраля 1922 — 24(?) апреля 2007) — советский военный, генерал-лейтенант войск связи с 1975 года. Начальник Новочеркасского военного училища связи в 1965—1986 годах.

## Биография
Николай Быков родился 19 февраля 1922 года в деревне Пьяньково (ныне — Липовка (Рогнединский район)), Брянская область. В 1955 году окончил Военную академию связи. Участник Великой Отечественной войны с первых дней, дослужился от красноармейца до помощника начальника связи стрелкового корпуса. В ходе боевых действий получал ранения и контузии. Участвовал в освобождении Варшавы и штурме Берлина.
После окончания войны продолжил службу в Группе советских войск в Германии, затем — в Одесском военном округе. Служил офицером боевой подготовки армии и радиотехнических войск ПВО СССР, старшим офицером отдела общего планирования боевой подготовки войск, был заместителем начальника ПВО округа, начальником связи особого армейского корпуса. В 1959—1961 годах был советник за границей. В 1961 году получил должность заместителя начальника училища связи в Муроме, а в 1965 году возглавил это училище, когда оно перебазировалось в Новочеркасск. В 1986 году ушёл на пенсию. Остаток жизни провёл в Новочеркасске.
Награждён орденами Александра Невского, Отечественной войны I и II степени, двумя орденами Красной Звезды, «За службу Родине в Вооружённых Силах СССР» III степени, рядом медалей. Лауреат Государственной премии РФ 2003 года. С 2002 года — почётный гражданин Новочеркасска.
Умер в 2007 году, у него осталась вдова Анна Леонтьевна, похороны состоялись 24 апреля.